# مارشال اریکسن
مارشال اریکسن یکی از شخصیت‌های اصلی سریال آشنایی با مادر است که خالق آن کارتر بیز و کریگ توماس هستند . این سریال در شبکه CBS نمایش داه می‌شود و نقش مارشال را جیسون سیگل اجرا می‌کند.

## شخصیت
مارشال متولد ۱۹۷۸ است و بزرگ شده ایالت مینه‌سوتا است و اصالتش به اسکاندیناوی برمیگردد.او زمانی که در دانشگاه وسلین درس میخواند با شخصیت اصلی سریال تد موزبی هم اتاق بود و بهترین دوست او شد. پس از آن او وارد رشته حقوق دانشگاه کلمبیا شد. مارشال با حدود ۱۹۰ سانتی متر قد، کوتاه‌ترین عضو خانواده‌اش محسوب می‌شود. مارشال به خاطر علاقه‌اش به حفظ محیط زیست وکیل شد اما در نهایت مجبور شد وارد کار اداری که بارنی برایش فراهم کرد شود. مارشال مهارت بالایی در بازی‌ها دارد و همیشه دوستانش را شکست میدهد. او همچنین در نواختن پیانو ماهر است و در مورد اتفاقات روزانه آهنگ میسازد و برای دوستانش میفرستد. مارشال در فصل دوم با دوست دخترش لی لی بعد از حدود ۱۰ سال ازدواج می‌کند. مارشال شخصیت بسیار حساس، خوش قلب و خرافاتی دارد و به همین دلیل از طرف دوستانش مورد تمسخر قرار میگیرد.